# Sarit
Sarit ist ein Vorname, der je nach Land bzw. Kultur von Frauen oder Männern getragen werden kann. Er geht auf unterschiedliche, nicht gleich bedeutende Wörter verschiedener Sprachen zurück. Tatsächlich handelt es sich um mehrere Vornamen, die in lateinischen Buchstaben zufällig gleich geschrieben werden.

## Herkunft und Bedeutung
- Sarit ist auf Hebräisch ein weiblicher Vorname, der von Sarah („Fürstin“) abgeleitet ist.[1][2]
- Sarit, auch Sarita, bedeutet auf Hindi „Fluss“.[3] Als männlicher Vorname wird Sarit[4] und als weiblicher Vorname Sarita[5][6] verwendet.
- Sarit (สฤษดิ์, von Sanskrit sṛṣṭi, „Schöpfung“) ist in Thailand als männlicher Vorname üblich.[7]

## Namensträger
- Sarit Hadad (* 1978), israelische Sängerin
- Sarit Pisudchaikul (* um 1955), thailändischer Badmintonspieler
- Sarit Thanarat (1908–1963), thailändischer Politiker